# Филип II фон Брауншвайг-Грубенхаген
Филип II фон Брауншвайг-Грубенхаген (на немски: Philipp II von Braunschweig-Grubenhagen; * 2 май 1533, † 4 април 1596) от фамилията Велфи (Стар Дом Брауншвайг), е херцог на Брауншвайг-Люнебург‎ и княз на Княжество Грубенхаген от 1595 до 1596 г. Със смъртта му без мъжки наследник измира линията Грубенхаген на Велфите.

## Живот
Той е най-малкият син на херцог Филип I фон Брауншвайг-Грубенхаген (1476 – 1551) и втората му съпруга Катерина фон Мансфелд-Фордерорт (1501 – 1535), най-възрастната дъщеря на граф Ернст II фон Мансфелд-Фордерорт (1479 – 1531) и съпругата му Барбара фон Кверфурт.
След смъртта на по-големия му брат Волфганг през 1595 г. той го последва в управлението.
Филип II се жени през 1560 г. за Клара фон Брауншвайг-Волфенбютел (* 16 ноември 1532, † 23 ноември 1595), най-малката дъщеря на херцог Хайнрих II от Брауншвайг-Волфенбютел и първата му съпруга Мария фон Вюртемберг, дъщеря на граф Хайнрих фон Вюртемберг.
Със смъртта на бездетния Филип II през 1596 г. измира линията Грубенхаген на Велфите. Княжеството Грубенхаген е окупирано от херцог Хайнрих Юлий от Волфенбютел. Неговият гроб се намира до родителите и братята му в гробницата на църквата „Св. Егид“ в Остероде.